# Campeonato de Escocia de Rugby 2010-11
El Campeonato de Escocia de Rugby (Premiership One) de 2010-11 fue la 38° edición del principal torneo de rugby de Escocia.

## Sistema de disputa
El torneo se disputó en formato de todos contra todos en la que cada equipo enfrentó a cada uno de sus rivales.
Los mejores ocho equipos disputaron la segunda fase en la cual los mejores equipos se enfrentaron nuevamente frente a los rivales de su grupo.
El descenso se definió en un torneo donde los cuatro últimos de la primera división enfrentaron a los cuatro primeros de la segunda división.

## Clasificación
| Pos. | Equipo              | Encuentros | Encuentros | Encuentros | Encuentros | Tantos | Tantos | Tantos | Puntos |
| Pos. | Equipo              | PJ         | PG         | PE         | PP         | F      | C      | Dif    | Puntos |
| ---- | ------------------- | ---------- | ---------- | ---------- | ---------- | ------ | ------ | ------ | ------ |
| 1.º  | Melrose RFC         | 11         | 9          | 0          | 2          | 361    | 239    | +122   | 46     |
| 2.º  | Glasgow Hawks       | 11         | 9          | 1          | 1          | 375    | 174    | +201   | 45     |
| 3.º  | Ayr RFC             | 11         | 9          | 0          | 2          | 345    | 202    | +143   | 44     |
| 4.º  | Heriot's FP         | 11         | 8          | 0          | 3          | 320    | 243    | +77    | 38     |
| 5.º  | Currie Chieftains   | 11         | 5          | 3          | 3          | 317    | 247    | +70    | 36     |
| 6.º  | Dundee HSFP         | 11         | 5          | 1          | 5          | 432    | 302    | +130   | 34     |
| 7.º  | Boroughmuir RFC     | 11         | 6          | 0          | 5          | 260    | 271    | -11    | 30     |
| 8.º  | Hawick RFC          | 11         | 4          | 0          | 7          | 252    | 219    | +33    | 26     |
| 9.º  | Stirling County RFC | 11         | 4          | 0          | 7          | 281    | 336    | -55    | 21     |
| 10.º | West of Scotland    | 11         | 2          | 1          | 8          | 257    | 497    | -240   | 16     |
| 11.º | Watsonians          | 11         | 1          | 0          | 10         | 208    | 391    | -183   | 7      |
| 12.º | Selkirk             | 11         | 1          | 0          | 10         | 168    | 455    | -287   | 7      |

|  | Clasificados a segunda fase. |

### Segunda fase
| Pos. | Equipo            | Encuentros | Encuentros | Encuentros | Encuentros | Tantos | Tantos | Tantos | Puntos |
| Pos. | Equipo            | PJ         | PG         | PE         | PP         | F      | C      | Dif    | Puntos |
| ---- | ----------------- | ---------- | ---------- | ---------- | ---------- | ------ | ------ | ------ | ------ |
| 1.º  | Melrose RFC       | 7          | 6          | 0          | 1          | 271    | 131    | +140   | 74     |
| 2.º  | Currie Chieftains | 7          | 7          | 0          | 0          | 270    | 90     | +180   | 69     |
| 3.º  | Ayr RFC           | 7          | 4          | 0          | 3          | 144    | 153    | -9     | 63     |
| 4.º  | Glasgow Hawks     | 7          | 3          | 0          | 4          | 157    | 124    | +33    | 62     |
| 5.º  | Heriot's FP       | 7          | 2          | 0          | 5          | 151    | 231    | -80    | 48     |
| 6.º  | Boroughmuir RFC   | 7          | 3          | 0          | 4          | 122    | 168    | -46    | 44     |
| 7.º  | Dundee HSFP       | 7          | 1          | 0          | 6          | 103    | 235    | -132   | 40     |
| 8.º  | Hawick RFC        | 7          | 2          | 0          | 5          | 125    | 211    | -86    | 31     |

|  | Campeón. |

| Bandera de Escocia  |
| Campeón Melrose RFC |
| Séptimo título      |